# اسكجور (تامكروت)
اسكجور هي إحدى مشيخات المملكة المغربية، تتبع جغرافيا لإقليم زاكورة وإداريًا لتامكروت. يقدر عدد سكانها بـ 4811 نسمة حسب الإحصاء الرسمي للسكان والسكنى لسنة 2004.